# Mount McCarthy (Viktorialand)
Mount McCarthy ist ein 2865 m hoher Berg im ostantarktischen Viktorialand. Er ragt 1,5 km nordwestlich des Schofield Peak in der Barker Range der Victory Mountains auf.
Mitglieder der New Zealand Federated Mountain Clubs Antarctic Expedition (1962–1963) benannten ihn nach Mortimer McCarthy (1882–1967), Vollmatrose bei der Terra-Nova-Expedition (1910–1913) unter der Leitung des britischen Polarforschers Robert Falcon Scott, der gemeinsam mit zwei weiteren Veteranen dieser Forschungsreise als Gast der United States Navy in den antarktischen Sommermonaten 1962/1963 dem McMurdo-Sund einen neuerlichen Besuch abstattete.